# 2658 Ґінґеріх
2658 Ґінґеріх (2658 Gingerich) — астероїд головного поясу, відкритий 13 лютого 1980 року.
Тіссеранів параметр щодо Юпітера — 3,147.